# Bert van 't Laar
A. (Bert) van 't Laar (1 april 1945) is een Nederlands politicus van de PvdA en jurist.
Na zijn rechtenstudie in Groningen ging hij werken bij de afdeling juridische zaken van de gemeente Vlaardingen. Later was Van 't Laar werkzaam als wetenschappelijk medewerker aan de Erasmus Universiteit. Verder was hij actief in de lokale politiek. Zo was hij PvdA-gemeenteraadslid in Vlaardingen, lid van de Rijnmondraad en lid van de Provinciale Staten van Zuid-Holland. In 1981 maakte hij de overstap naar het ministerie van VROM waar hij hoofd was van de hoofdafdeling afvalstoffen voordat Van 't Laar op 1 januari 1985 burgemeester werd van de gemeente Nederlek. Die gemeente ontstond op die datum door de fusie van de gemeenten Krimpen aan de Lek en Lekkerkerk. Na precies drie ambtstermijnen (18 jaar) kwam op zijn initiatief een einde aan zijn burgemeesterscarrière en werd hij bestuursrechter bij de rechtbank in Rotterdam.